# Gertrud Kolmar
Gertrud Chodziesner (Berlino, 10 dicembre 1894 – Auschwitz, 2 marzo 1943) è stata una poetessa tedesca nota con lo pseudonimo di Gertrud Kolmar. Di origine ebraica fu vittima dell'Olocausto.

## La vita
Gertrud Kolmar, pseudonimo di Gertrud Käthe Sara Chodziesner, il cui cognome deriva da Chodziesen, città di provenienza della famiglia paterna, a causa delle sue origini ebraiche venne costretta dapprima ai lavori forzati in due fabbriche a Berlino e poi deportata ad Auschwitz (marzo 1943), da dove non fece ritorno.
Nasce a Berlino nel 1894 in una famiglia ebrea tedesca, dove il padre Ludwig, originario della città di Chodziesen in Posnania, è avvocato e la madre Elise un'ottima pianista. Ha altri tre fratelli, Margot, Georg, Hilde. Suo cugino, il filosofo e scrittore Walter Benjamin, è stato tra i pochi a riconoscere in vita il valore dell'opera di Gertrud, cercando di divulgarlo attraverso pubblicazioni e recensioni su riviste.
Per lei si sono spesi anche Nelly Sachs e J. Picard, conosciuti alle serate di lettura poetica della Lega della cultura ebraica. Va segnalato, tuttavia, che la Kolmar si è sempre tenuta ai margini del fervore artistico espresso dall'avanguardia tedesca a lei contemporanea e che la sua creatività letteraria vive indipendentemente, fuori da questa esperienza.
Frequentata una scuola femminile tra il 1911 e il 1912, si dedica allo studio di inglese, francese e russo, lavorando come insegnante e interprete, dapprima nel campo di prigionia di Döberitz (1918) e poi con i bambini disabili.
Nel frattempo inizia la relazione con Karl Jodel, che segnerà tutta la sua vita e inciderà profondamente nel suo percorso poetico. Jodel, ufficiale tedesco, sposato, rappresenta per la famiglia di lei un ostacolo al buon nome e alle convenienze.
Il dramma si consuma tra il 1916 e il 1917. Rimasta incinta, Gertrud è costretta a rinunciare al bambino a causa delle pressioni dei familiari.
Il trauma, per la fine obbligata di un amore e per la rinuncia a diventare madre, è così grande che Gertrud non ne uscirà mai.
Dopo un tentativo di suicidio, il padre cerca di consolarla ottenendo dall'editore ebraico Egon Fleischel la pubblicazione di una sua prima raccolta di liriche. È così che nel 1917 esce Poesie.
Dal 1919 al 1927 lavora come istitutrice tra Parigi e Digione. Nel 1928 fa ritorno a Berlino per assistere la madre malata di cancro. Da questo momento in poi resta a vivere insieme al padre, immersa stabilmente nel giardino della proprietà di Finkenkrug, un sobborgo berlinese, sfondo ideale alla sua poesia.

## Verso Auschwitz
L'aggravarsi della crisi economica che colpisce la Germania, il complicarsi dello scenario politico con l'arrivo al potere dei nazisti, il crescente antisemitismo sfociato nelle leggi razziali, fanno precipitare nei debiti i familiari della Kolmar.
Nel 1933 compone La parola dei muti, in cui confluiscono le esperienze con i piccoli sordomuti, durante gli anni dell'insegnamento. Hitler è nominato Cancelliere e viene aperto il primo campo di lavoro a Dachau. Anche di fronte ai primi allarmanti segnali della catastrofe il padre della Kolmar continua a considerarsi un tedesco pienamente assimilato ed è convinto che nulla possa accadere, ostinandosi a restare a Berlino.
Nel 1939 sono costretti a lasciare Finkenkrug per prendere dimora alla Casa degli Ebrei. Gertrud decide di andare incontro al proprio destino, restando al fianco del padre, ormai anziano e malato. Questi viene deportato a Theresienstadt nel settembre del 1942, morendovi un anno dopo.
La figlia, che dal luglio del 1941 lavora come forzata nelle fabbriche di Berlino, vive nell'angoscia di non ricevere notizie circa la sorte del padre né sapere nulla di preciso su ciò che la aspetta.
Il 2 marzo del 1943 è sul treno del cosiddetto Trentaduesimo trasporto all'Est: destinazione senza ritorno, Auschwitz.

## La poesia in metamorfosi
Il bambino rifiutato che Gertrud, nel tentativo fallito di difenderlo, opponendosi alla contrarietà dei suoi familiari e del suo amante, ha continuato a desiderare e cullare dentro di sé, è l'elemento che mette in moto la sua poetica, diventando allo stesso tempo anche il segno di una rottura drammatica.
Come nella poesia dedicata a Karl Jodel, Gertrud si trova "abbandonata" anche dal suo paese, respinta e recisa dalla cultura in cui si era identificata.
Questo figlio a cui è stata costretta a rinunciare, rinasce continuamente nei suoi versi. La produzione poetica della Kolmar consta in tutto di 450 poesie, molta parte delle quali non è stata ancora tradotta in italiano. Sappiamo, tra l'altro, che a partire dall'aprile del 1940 la Kolmar si è dedicata alla riscoperta dell'ebraico, componendo versi in questa lingua, purtroppo non pervenuti.
Sebbene tra le sue letture, di cui abbiamo notizia attraverso la corrispondenza con parenti e amici, rientrino i nomi dei simbolisti francesi e dei romantici tedeschi, si può dire che l'opera della Kolmar non si lascia collocare in nessuna corrente letteraria.
La cifra della sua scrittura è per l'appunto la metamorfosi.
Come scrive Stefania Stefani nella postfazione al volumetto di poesie di Gertrud Kolmar da lei curato, per lei la scrittura è evento intimo, da vivere come Straniera ai modelli [non a caso, ugualmente a Metamorfosi, il titolo, più che programmatico, di una sua poesia n.d.r], che diventano echi dai quali prendere le distanze, per decostruirli, metamorfosandoli in altro.

## Opere
Raccolte poetiche
- Kind (Figlio), 1927-1932
- Das Wort der Stummen (La parola dei muti), 1933 (questo ciclo di poesie è venuto alla luce negli anni ‘70)
- Welten (Mondi), 1937
- Alte Stadtwappen (Old Municipal Coats of Arms): 54 componimenti poetici[7] che descrivono altrettanti stemmi tradizionali raffigurati nell'opera Stemmi e sigilli di città, villaggi e contrade tedesche dell'araldista tedesco Otto Hupp[8].

Romanzo:
- Eine jüdische Mutter (Una madre ebrea), 1930-1931

Racconti:
- Susanna, 1939-1940 (probabilmente la sua ultima opera)

Teatro (pièces):
- Das Bildnis Robespierres (Il ritratto di Robespierre), 1933
- Cécile Rénault, 1935
- Nacht (Notte), 1938

### Traduzioni italiane
- Gertrud Kolmar, (Poesie e nota introduttiva) a cura di Maura Del Serra, in "Poesia", Anno III, numero 28, aprile 1990
- Gertrud Kolmar, Il canto del gallo nero, a cura di Marina Zancan, Essedue Edizioni, 1990.
- Gertrud Kolmar, Stemmi prussiani. Poesie, (con gli emblemi araldici di Otto Hupp e un saggio introduttivo di Franco Buono), Crav, B.A. Graphis, 2001
- Gertrud Kolmar, Metamorfosi e altre liriche, a cura di Stefania Stefani, Via del Vento edizioni, 2008